# House of Luk
House of Luk es una película canadiense de drama, comedia y familiar de 2001, dirigida por Derek Diorio, escrita por Dan Lalande, musicalizada por David G. Burns, en la fotografía estuvo Michael Tien y los protagonistas son Pierre Brault, Dan Lalande, Michael Moriarty y Pat Morita, entre otros. El filme fue realizado por Distinct Features Inc. y House of Luk Pictures Inc.; se estrenó el 19 de enero de 2001.

## Sinopsis
Se puede ver la vida de tres desdichados que van habitualmente a un restaurante chino, allí se dan cuenta del significado real de sus vidas, esto sucede cuando cada uno logra comprender el mensaje que le tocó en la galleta de la suerte.